# جون إدواردز
جوني ريد إدواردز (بالإنجليزية: John Edwards)‏ محامي وسياسي أمريكي وسيناتور سابق لولاية كارولاينا الشمالية ولد في 10 يونيو 1953 في سينكا، كارولاينا الجنوبية، ترشح عن الحزب الديمقراطي للأنتخابات الرئاسية في عام 2008 لكنه خسرها لصالح باراك أوبامـا. خسر ادواردز أيضا انتخابات الحزب الديموقراطي لعام 2004 لصالح جون كيري الذي اختاره بعد اذ ليكون مرشحه لمنصب نائب الرئيس امام الرئيس جورج دبليو بوش ونائبه ديك تشيني اللذان استطاعا ان يهزما كيري وادواردز في الانتخابات الرئاسية عام 2004.
افجرت فضيحة خيانة ادواردز لزوجته من عشيقته السرية المصورة رايلي هنتر في عام 2008 وانجابه طفل منها بالسر. الاسوء ان زوجة ادوارز وام اطفاله اليزابيث، كانت تعارك مرض سرطان الثدي بينما كان يقوم ادواردز بالسفر سرا مع عشيقته. طلبت اليزابيث الطلاق في العام 2010 وانفصلت منه لكن اجراءات الطلاق لم تنتهي لأن في ديسمبر من ذلك العام لفظت اليزابث انفاسها الاخيرة اذ خسرت معركتها مع مرض سرطان الثدي.

## وصلات خارجية
- جون إدواردز على موقع IMDb (الإنجليزية)
- جون إدواردز على موقع الموسوعة البريطانية (الإنجليزية)
- جون إدواردز على موقع مونزينجر (الألمانية)
- جون إدواردز على موقع إن إن دي بي (الإنجليزية)

- (بالإنجليزية) الموقع الرسمي